# Civitas
Civitas är ett oberoende idéinstitut som verkar för den västerländska politiska traditionens klassiska, kristna och humanistiska idéer. Sedan 2024 är Urban Karlström ordförande.
Civitas står i samma idétradition som den kristdemokratiska rörelsen[källa behövs] och säger sig vilja levandegöra, vidareutveckla och kritiskt tillämpa de etiska, sociala och politiska insikterna hos några av den klassiska västerländska traditionens stora filosofer. Exempel som nämns är Aristoteles, Cicero, Augustinus, Thomas av Aquino och Francisco de Vitoria samt deras efterföljare i modern tid, såsom Jacques Maritain, Edith Stein och Yves R Simon.
Civitas verkar genom seminarier och kurser och genom att ge ut skrifter och böcker. Bland utgivningarna finns bland annat;  
- Antologin "Kristdemokrati: människosyn, etik, politik" med flera författare under redaktör Per Landgren (2022/Timbro förlag)
- "Verklighetens folk möter politikens gränser" av författaren och debattören Fredrik Segerfeldt (2010)
- "Familjen och forskningen" av idéhistorikern Per Landgren (2011)
- Antologin "Arbetslinjen – men sen då?" med bland andra Stefan Fölster, Thomas Idergard, Madeleine Wallin och Lennart Koskinen (2011)
- Antologin "Det gemensamma bästa", som är en längre introduktion till den kristdemokratiska idégrunden